# Linie 3
Linie 3 er en gruppe, der blev dannet i Århus i 1979 af tre danske komikere: Preben Kristensen, Anders Bircow og Thomas Eje. Deres shows er en blanding af musikalske og komiske indslag. Preben Kristensen er ofte den hvide (seriøse) klovn, mens de to andre er useriøse og prøver at sabotere den hvide klovns forsøg på at være seriøs.
Deres shows har siden 1986 været akkompagneret af Jan Glæsel med orkester og siden 2017 har Trine Gadeberg medvirket i forbindelse med deres juleshows.

## Historie
De tre mødte hinanden på Aarhus Teater i 1979, hvor de hurtigt udviklede en særlig kemi og humor sammen. De dannede Linie 3 og debuterede 21. juni samme år med Show for Sjov på Jacobs BBQ i Aarhus. Der var egentlig kun plads til 50 gæster, men tit var besøgstallet næsten det dobbelte. De var oprindeligt ment som en midlertidig konstellation, men showet blev så populært, at Danmarks Radio fik optaget showet og sendt det i fjernsynet, hvormed trioen blev landskendt som den nye generation af danske entertainere. Kort efter blev de en del af underholdningsprogrammet TV i teltet, hvor de fik en fremtrædende rolle med deres unikke blanding af stand-up, revy, show og sang.
I 1982 medvirkede alle tre medlemmer af gruppen som skuespillere i musicalforestillingen Da jazzen kom til byen på Betty Nansen Teatret, skrevet af Ernst Bruun Olsen.
Efter de første shows turnerede Linie 3 i en lang årrække med flere shows og lå ofte som nr. 1 på listen over flest solgte billetter.
I 2004 turnerede gruppen med deres 25 års jubilæumsshow.
Linie 3 meddelte 24. marts 2011, at de ville genopstå med et nyt show i Glassalen 12. april 2012. Dagen efter billetfrigivelsen meddelte Linie 3, at der allerede var udsolgt til de to første shows, som blev afholdt i 2012. På en dag blev der solgt 10.000 billetter til deres nye show "Linie 3 live", og sammenlagt blev der solgt 150.000 billetter.
I 2019 modtog gruppen STORM-prisen ved TV2 Charlies prisuddeling Året der gak.

## Shows
- 1979: Show for sjov (på tv kaldt: "Nej, nej, nej")
- 1980: Nej, den anden
- 1981: Hvem hvad hvoffer og hvo'n
- 1983: Borte med vesten
- 1986: 3 mand klædt af til skindet
- 1989: 10 års jubilæumsshow
- 1993: Hvor er de 2 andre?
- 1997: Linie 3 show
- 2001: Rundrejsen 2001
- 2004: 25 års jubilæumsshow
- 2012: Linie 3 live
- 2017: Julekoncert (første optræden med Trine Gadeberg)
- 2018: Juleshow
- 2019: Juleshow
- 2024: Her er de 2 andre (uden Preben Kristensen)

## Udgivelser
- 1980: Linie 3 (Udgivelse af Show for Sjov. Udgivet på LP)
- 1981: TV i teltet  (Udgivet i uddrag på VHS)
- 1981: Nej, den anden  (Udgivet på LP og MC)
- 1981: Hvem hvad hvoffer og hvo'n (Udgivet på LP og MC)
- 1981: Hjemme hos Walt / For længe siden i Betlehem (Udgivet på 7" vinyl)
- 1983: Borte med vesten  (Udgivet på LP og MC)
- 1984: Bedste blev kørt over af et rensdyr / Jenny Brown (Udgivet på 7" vinyl)
- 1986: 3 mand klædt af til skindet  (Udgivet på LP og MC)
- 1989: 10 års jubilæumsshow (Udgivet på LP, MC, CD og VHS)
- 1993: Hvor er de 2 andre? (Udgivet på MC, CD, VHS og Laserdisc)
- 1997: Blue Eyes / Kære lille mormor (Udgivet på CD-single)
- 1997: Linie 3 show (Udgivet på CD og VHS)
- 2001: Hit med et hit (Udgivet på CD-single)
- 2001: Rundrejsen 2001 (Udgivet på CD, VHS og DVD)
- 2004: 25 års jubilæumsshow (Udgivet på CD, VHS og DVD)
- 2005: Linie 3: Den komplette DVD boks (Første gang TV i teltet, 10 års jubilæumsshow, Hvor er de 2 andre? og Linie 3 show er udgivet på DVD. Indholder også Rundrejsen 2001 og 25 års jubilæumsshow)
- 2011: Linie 3 boksen (Indeholder samme 6 DVD'er fra Linie 3: Den komplette DVD boks, og uddrag af privatoptagelser fra 3 mand klædt af til skindet)
- 2014: Linie 3 live (Udgivet på DVD)
- 2014: Bedste blev kørt over af et rensdyr [2014 version] (Udgivet på Streaming)
- 2017: Juleterapi (Udgivet på Streaming)

Lydudgivelserne af de forskellige shows var oftest uddrag af forskellige opførelser af det samme show eller en anden opførelse end videoudgaven.

## Andet
- Da jazzen kom til byen (1982)
- 3 mand klædt af til skindet (Musical) 1986 (Udgivet på LP og MC)
- Skibet i Skilteskoven (Julekalender) 1992 (Linie 3 spillede de 3 nisser Kogle, Multe og Stub. Udgivet på CD og DVD.)